# П'єтро II Кандьяно
П'єтро II Кандьяно (італ. Pietro II Candiano) (872—939) — 19-й венеційський дож.

## Біографія
Син дожа П'єтро I Кандьяно. Народився 872 року, а 887 року втратив батька, що загинув у битві з неретвянами та хорватами. З обранням дожем 932 року (після зречення влади Орсо II Партичипаціо) П'єтро II Кандьяно продовжив боротьбу за встановлення спадкової влади свого роду. Водночас почав політику розширення зони впливу на материк. Відправив свого сина П'єтро до візантійського імператора Романа I, який надав дожу титул протоспафарія. Також невдовзі після отримання влади П'єтро II підписав листа разом із Марино Контаріні, патріархом Градо, до Ерфуртського синоду під головуванням східнофранкського короля Генріха I з проханням вигнати з Німеччини жидів, які відмовилися прийняти християнство. Король відкинув це звернення.
Разом з тим вступив у суперечку з Вінтероном, маркграфом Верони і Аквілеї, який був незадоволений преференціями венеційських торгівців в Істрії, де сходилися численні торгівельні шляхи з німецьких та слов'янських держав, насамперед біля міста Пола. Вінтерон поступово став притискати венеційців, збільшивши спочатку податки, а потім анулював борги інших підданих перед венеційцями, а зрештою дозволив розграбувати кораблі останніх, а приватне й державне майно Венеції конфіскував. У відповідь дож Висадившись у великому торгівельному центрі Каподістрія, де він змусив мешканців підписати обіцянку 14 січня 932 року, відповідно до якої вони обіцяли захищати венеційців від будь-яких зловживань, справедливо розглядати справи, що розглядаються проти них, і щороку жертвувати дожу сто амфор вина. Водночас проти інших було запроваджено сувора блокада. Такі дії зупинило торгівлю в Істрії, що змусило Вінтерона за посередництва Марино Контаріні, патріарха Градо, укласти разом з істрійськими єпископами та представниками міст регіону Пола, Каподістрія, Трієст, Муджа, Пиран, Чіттанова, Каорле 12 березня 933 року в Ріальто угоду з П'єтро II Кандьяно, зобов'язавшись повернутися до попередніх умов торгівлі та прав венеційців («secundum sententiam pacti»).
932 року, скориставшись незначним дипломатичним інцидентом, знищив потенційного торгового конкурента Венеції — сусіднє місто Комаккьо, мешканців якого переселив до Венеційської лагуни.
Був одружений з Арчієльдою Кандьяно. Син П'єтро II, П'єтро III Кандьяно став дожем у 942 році.